# Gattaca
Gattaca (prt: Gattaca; bra: Gattaca - A Experiência Genética) é um filme americano de 1997, dos gêneros ficção científica, suspense e drama romântico, dirigido e escrito por Andrew Niccol.

## Sinopse
Num futuro no qual os seres humanos são escolhidos geneticamente em laboratórios, as pessoas concebidas biologicamente são consideradas inválidas, como Vincent Freeman (Ethan Hawke). Desde pequeno, ele tem o desejo de ser astronauta, mas seu código genético o predispõe a doenças cardíacas, o que o leva a trocar de identidade para alcançar seu objetivo. Até que um assassinato põe seu disfarce em risco.

## Elenco
| Nome                 | Personagem                    |
| -------------------- | ----------------------------- |
| Ethan Hawke          | Vincent Freeman               |
| Uma Thurman          | Irene Cassini                 |
| Gore Vidal           | Diretor Josef                 |
| Xander Berkeley      | Dr. Lamar                     |
| Jayne Brook          | Marie Freeman                 |
| Maya Rudolph         | Enfermeira                    |
| Una Damon            | Enfermeira Chefe              |
| Elizabeth Dennehy    | Prof. pré-escola              |
| Blair Underwood      | Geneticista                   |
| Mason Gamble         | Anton Freeman - criança       |
| Vincent Nielson      | Anton Freeman - criança       |
| William Lee Scott    | Anton Freeman - adolescente   |
| Chad Christ          | Vincent Freeman - Adolescente |
| Clarence Graham      | Administrador de pessoal      |
| Ernest Borgnine      | Caesar                        |
| Tony Shalhoub        | German                        |
| Jude Law             | Jerome Eugene Morrow          |
| Alan Arkin           | Detetive Hugo                 |
| Carlton Bembry       | Gattaca aspirador             |
| Grace Sullivan       | Cliente de sequenciamento     |
| Ken Marino           | Técnico de sequenciamento     |
| Cynthia Martells     | Cavendish                     |
| Loren Dean           | Anton Freeman                 |
| Gabrielle Reece      | Treinadora de Gattaca         |
| Ryan Dorin           | Pianista                      |
| Dean Norris          | Policial na praia             |
| Steve Bessen         | Detetive do teste de sangue   |
| Russell Milton       | Detetive de Gattaca           |
| George Marshall Ruge | Detetive agredido             |
| Lindsey Ginter       | Comandante da missão          |
| Dan Griffin          | Colega de escola              |
| Beverly Griffith     | Professora de anatomia        |
| Elias Koteas         | Antonio Freeman               |
| David LeBell         | Invalido                      |

## Precisão científica
Das possibilidades mostradas no filme, já é possível selecionar embriões livres de algumas doenças hereditárias, reduzir a predisposição ao câncer e escolher o sexo. Para Carlos Ricat, biólogo e professor da Universidade de Brasília, o filme apresenta "uma história bastante consistente em relação aos estudos da genética." Foi também eleito o filme de ficção cientifica mais plausível pela NASA.

## Premiações
- Indicado

Academy Awards
Categoria Melhor Direção de Arte Jan Roelfs[carece de fontes?]
Categoria Melhor Decoração de Set Nancy Nye[carece de fontes?]
Academy of Science Fiction, Fantasy & Horror Films
Categoria Melhor Lançamento de Home Video[carece de fontes?]
Categoria Melhor Figurino Colleen Atwood[carece de fontes?]
Categoria Melhor Música Michael Nyman[carece de fontes?]
Art Directors Guild
Categoria Melhor Longa-metragem[carece de fontes?]
Categoria Melhor Desenho de Produção Jan Roelfs[carece de fontes?]
Categoria Melhor Diretor de Arte Sarah Knowles[carece de fontes?]
Categoria Melhor Assistente de Diretor de Arte Natalie Richards[carece de fontes?]
Golden Globes
Categoria Melhor Trilha Sonora Original Michael Nyman[carece de fontes?]
Hugo Awards
Categoria Melhor Apresentação Dramática[carece de fontes?]
Paris Film Festival
Categoria Grande Prêmio do Festival Andrew Niccol[carece de fontes?]
Satellite Awards
Categoria Destaque Direção de Arte Jan Roelfs[carece de fontes?]
- Ganhou

Bogey Awards
Categoria Prêmio Bogey[carece de fontes?]
Gérardmer Film Festival
Categoria Fun Trophy Andrew Niccol[carece de fontes?]
Categoria Prêmio Especial do Júri Andrew Niccol[carece de fontes?]
London Critics Circle Film Awards
Categoria Roteirista do Ano Andrew Niccol[carece de fontes?]
Sitges - Catalonian International Film Festival
Categoria Melhor Filme Andrew Niccol[carece de fontes?]
Categoria Melhor Trilha Sonora Original Michael Nyman[carece de fontes?]